# Гусев, Валентин Никитович
Валентин Никитович Гусев (24 января 1937, пос. Быково, Раменский район, Московская область, СССР — 12 апреля 2013, Санкт-Петербург, Россия) — советский футболист, нападающий и тренер. Мастер спорта СССР (1962).

## Биография
Воспитанник ленинградского футбола. Выступал за юношеские команды «Самолет», «Большевик», «Искра».
В 1955—1956 годах выступал на первенство Ворошиловградской области за «Шахтёр» Лисичанск. В 1958 играл в ленинградском клубе ЛТИ, в 1959—1960 — за «Трудовые резервы» Луганск. В 1961 вернулся в Ленинград, играл за «Адмиралтеец» и в следующем сезоне за «Зенит». В июне 1963 перешёл в кишинёвскую «Молдову», 1964—1965 играл в составе львовских «Карпат». Следующие два сезона вновь провёл в «Зените», после чего был отчислен из команды. Последняя команда мастеров — «Сельстрой» Полтава (1968).
Полуфиналист Кубка СССР 1961.
Окончил нефтяной (машиностроительный) техникум (1959), обучался в Луганском машиностроительном институте (1959). Окончил Львовский институт физкультуры, ГОЛИФК имени П. Ф. Лесгафта (1964—1970).
Работал старшим тренером в «Лениногорце» Астрахань (февраль 1969 — июнь 1970), тренером в команде ленинградского завода «Звезда» им. К. Е. Ворошилова (май 1970 — октябрь 1973), команде завода «Большевик» Ленинград (ноябрь 1973 — декабрь 1975), тренером-преподавателем, завучем в СДЮШОР «Зенит» Ленинград (январь 1976 — февраль 1980), тренером в «Бухаре» (февраль 1980 — ноябрь 1980), старшим тренером в СДЮШОР «Смена» Ленинград (декабрь 1980 — октябрь 1982), ДЮСШ «Спартак» Ленинград (февраль 1984 — июнь 1984), ДЮСШ ЛОС ДСО «Труд» Ленинград (июнь 1984—1987). В последнее время был тренером СДЮШОР «Кировец» — «Адмиралтеец» (Санкт-Петербург).